# Ann Pontes
Ann Clélia de Barros Pontes (Belém, 24 de fevereiro de 1966), é uma advogada e política brasileira, que exerceu dois mandatos como deputada federal: em 2003, pelo PMDB-PA e reeleita em 2007, pelo mesmo partido. Foi 1a suplente ao Senado nas Eleições de 2010, pelo estado do Pará.

## Carreira
Em 2005, defendeu monografia de especialização em Direito Ambiental Brasileiro intitulada "Biopirataria na Amazônia e as ações constitucionais de defesa da biodiversidade".

Em 2008, era presidente do Fórum de Desenvolvimento Turístico do Estado do Pará (FOMENTUR); e em 2009, representava a Companhia Paraense de Turismo.